# 快捷藥方
快捷藥方（Express Scripts Holding Company）是一家美国制药公司，为财富美国500强公司之一，2018年排名第25。它是美国最大的药品福利管理机构。
该公司成立于1986年，2018年3月7日信诺决定以670亿美元收购该公司，2018年12月20日以540亿美元的价格成交。